# Чарльз Гамільтон Сміт
Чарльз Гамільтон Сміт (англ. Charles Hamilton Smith) (26 грудня 1776 — 21 вересня 1859) — англійський солдат, шпигун, натураліст, художник і колекціонер старовини.

## Біографія

### Військова справа
Його кар'єра почалася в 1787, коли він навчався у Австрійській військовій академії для артилерії та інженерів у м. Мехелен і Левен (Бельгія). Хоча його військова служба закінчилася в 1820 році і включала в себе Наполеонівські війни і він багато подорожував (у тому числі у Вест-Індію, Канаду і Сполучену Штати Америки), більшу частину його часу було витрачено на офісну роботу у Великій Британії. Один з його примітних досягнень було 1800 експериментіву, щоб визначити, які кольори повинні використовуватися для військової форми. Здійснивши перевірку точності стрілецької роти проти сірих, зелених і червоних цілей, він науково показав переваги сірої (у меншій мірі, зеленої) форми і рекомендував щоб сіра форма була прийнята для стрільців і легкої піхоти. Британська армія взяла зелений колір кольором легкої піхоти.

### Ілюстратор
Як плідний ілюстратор-самоучка, Сміт виконав безліч ілюстрацій уніформ, особливо англійських, а також історичних костюмів Великої Британії, ілюстрацій лицарів і принцес з середньовіччя, кораблів і битв. Також він зробив дуже багато ілюстрацій з природної історії.

## Описані таксони

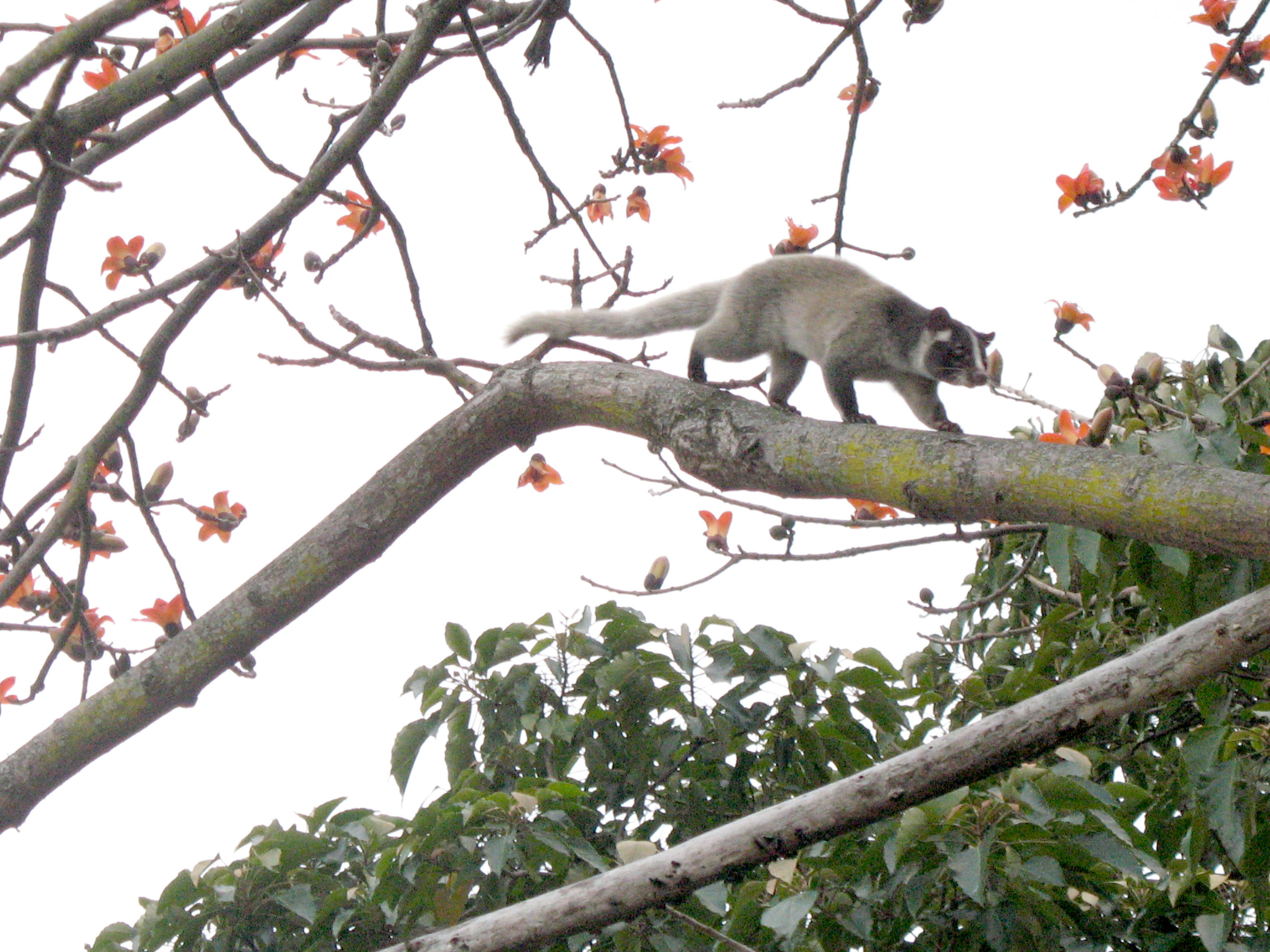
Цівета гімалайська
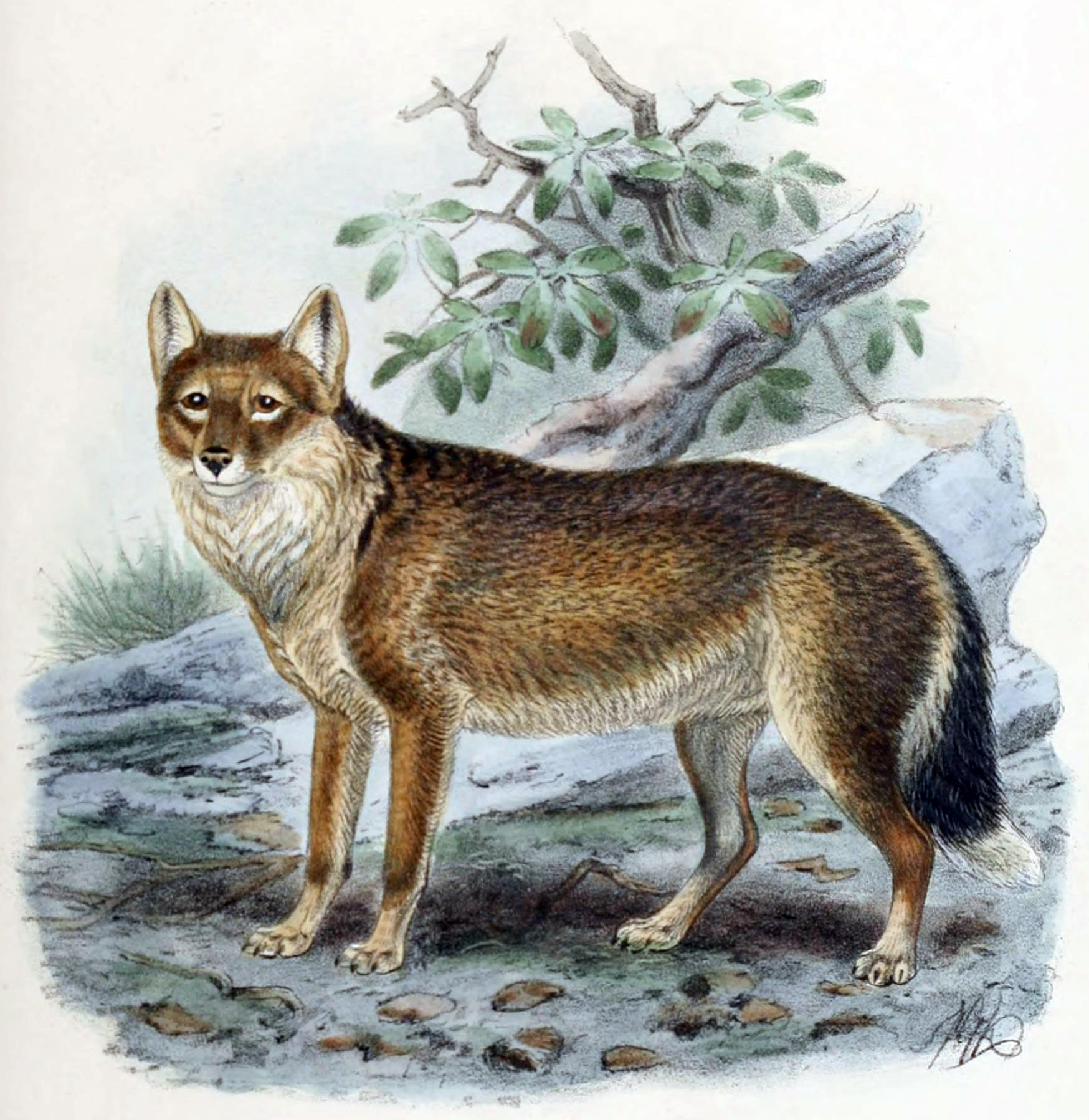
Dusicyon
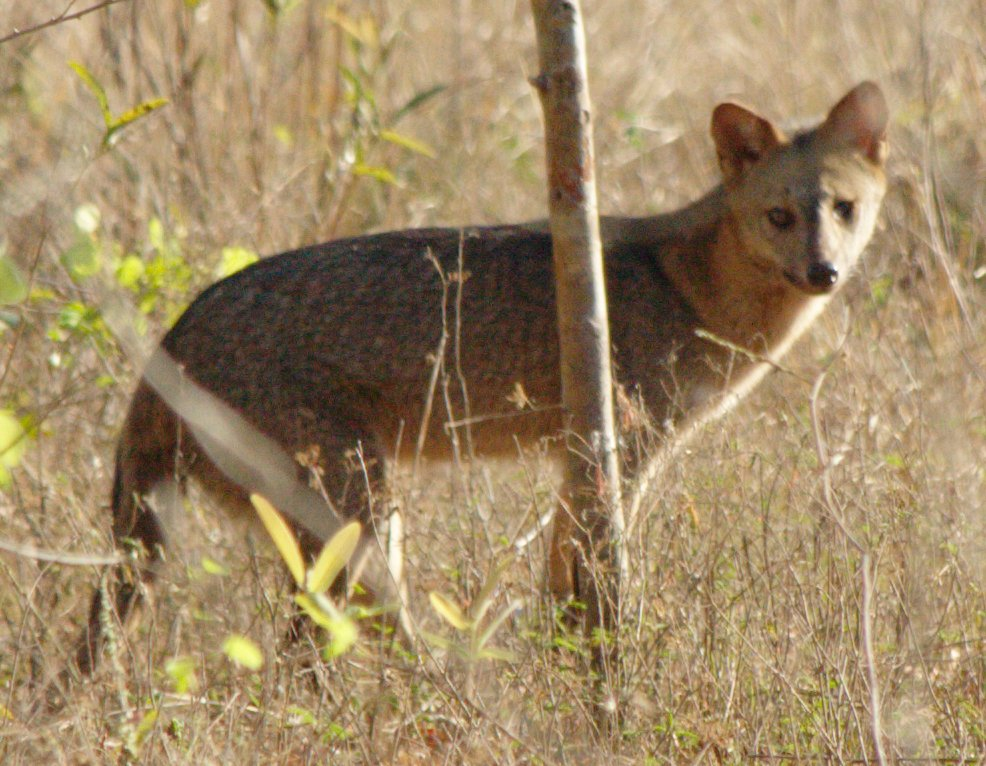
Cerdocyon
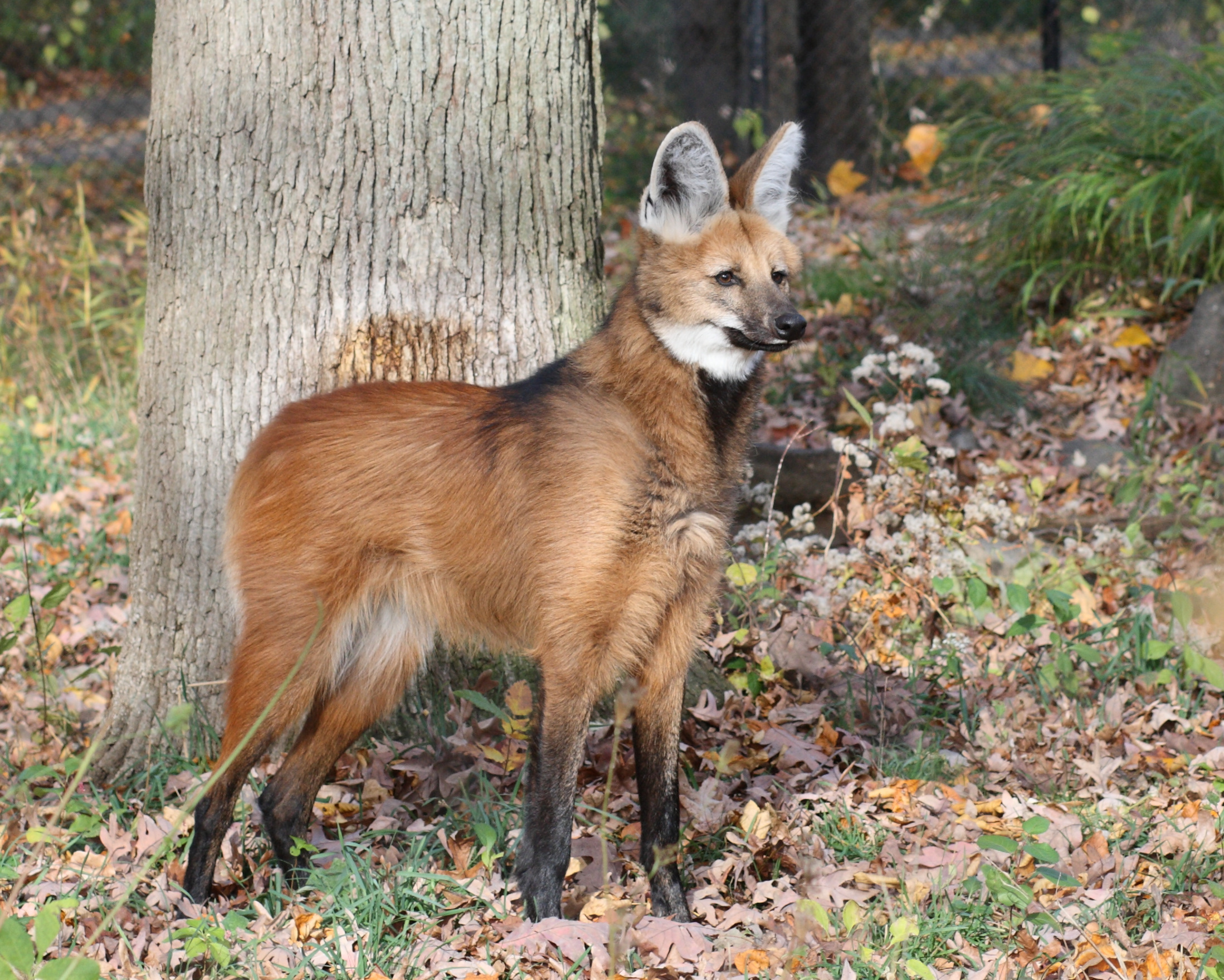
Chrysocyon
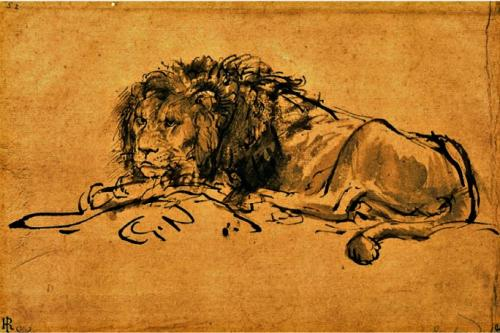
Капський лев